# Lena socken, Uppland

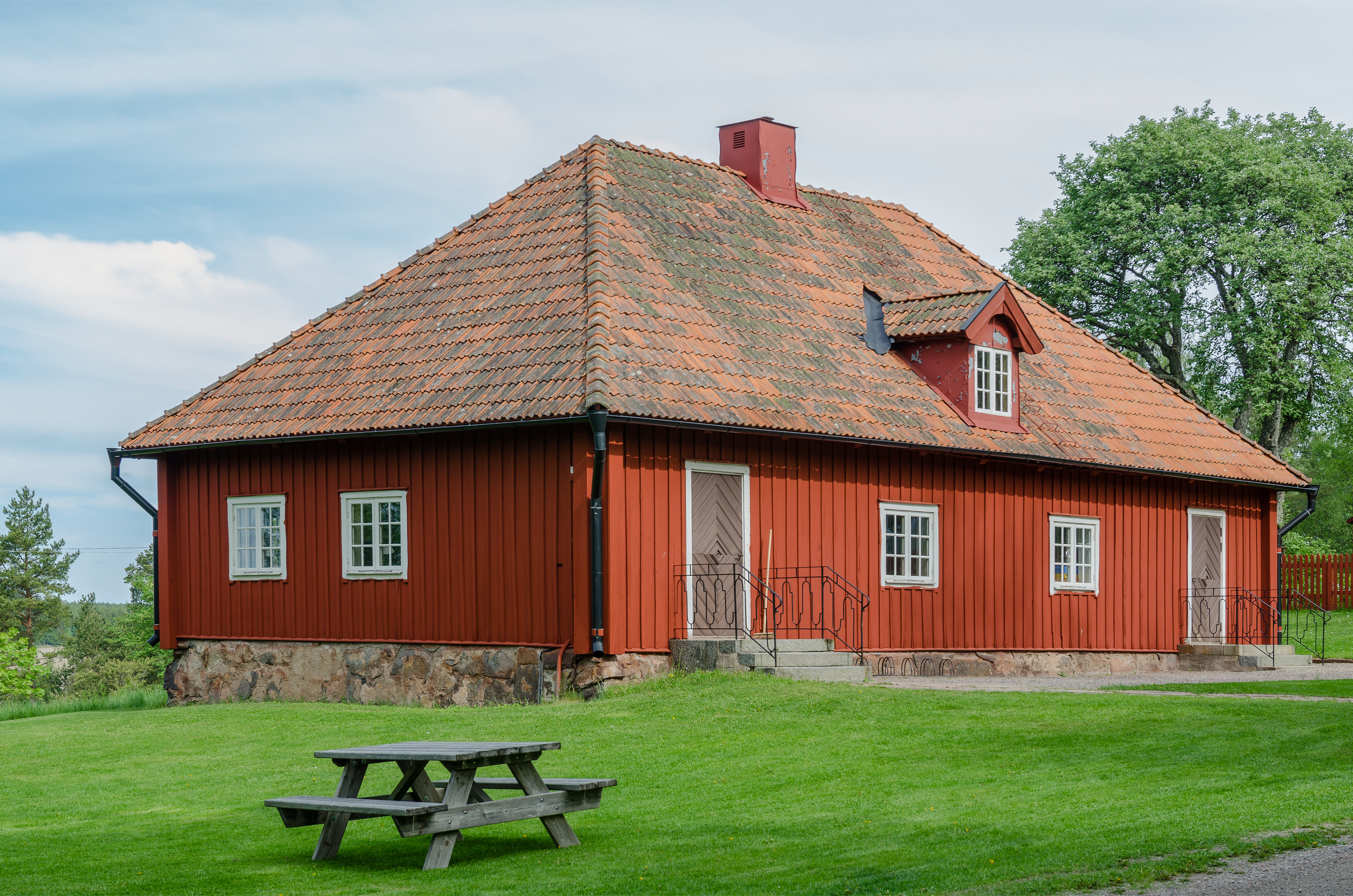
Lena sockenstuga.

Lena socken i Uppland ingick i Norunda härad, med en del före 1889 i Rasbo härad, ingår sedan 1971 i Uppsala kommun och motsvarar från 2016 Lena distrikt.
Socknens areal är 65,66 kvadratkilometer varav 65,08 land. År 2000 fanns här 1 952 invånare. Salsta slott, tätorten Vattholma samt kyrkbyn Lenaberg med sockenkyrkan Lena kyrka ligger i socknen.

## Administrativ historik
Lena socken har medeltida ursprung, första gången omtalad 1299 ('parochie Lenum') och räknades i kyrkliga sammanhang i sin helhet till Norunda prosteri. I administrativt hänseende var den delad så, att den norra och västra delen (väster om Vattholmaån) räknades till Norunda härad och den sydöstra delen med byarna Björk, Edshammar, Flat, Storvreta, Årby och Ängeby hörde till Rasbo härad. Sockendelen öster om ån överfördes i kameralt hänseende till Norunda härad 1889.
1889 överfördes även byn Salsta från Tensta socken till Lena. Samtidigt överfördes byarna Knivsta  och Kungstomt från Lena till Tensta.
Vid kommunreformen 1862 övergick socknens ansvar för de kyrkliga frågorna till Lena församling och för de borgerliga frågorna bildades Lena landskommun. Landskommunen inkorporerades 1952 i Vattholma landskommun som 1971 uppgick i Uppsala kommun.
1 januari 2016 inrättades distriktet Lena, med samma omfattning som församlingen hade 1999/2000.  
Socknen har tillhört län, fögderier, tingslag och domsagor enligt vad som beskrivs i artikeln Norunda härad. De indelta soldaterna tillhörde Upplands regemente, Rasbo och Upsala Kompanier och Livregementets dragonkår, Norra Upplands skvadron.

## Geografi
Lena socken ligger norr om Uppsala kring Fyrisån med Vendelån och Vattholmaån. Socknen har odlingsbygd utmed åarna och är i övrigt en småkuperad skogsbygd.
Lena socken ligger längs länsväg 290 och korsas av Ostkustbanan, som har en järnvägsstation i Vattholma. 
Lenabergs kalkbrottsområde ligger här.

## Fornlämningar
Från bronsåldern finns spridda gravrösen och omkring 170 skärvstenhögar. Från järnåldern finns 45 gravfält, en storhög som heter Horsberget och en fornborg, Salsta borg. Sex runstenar är funna.

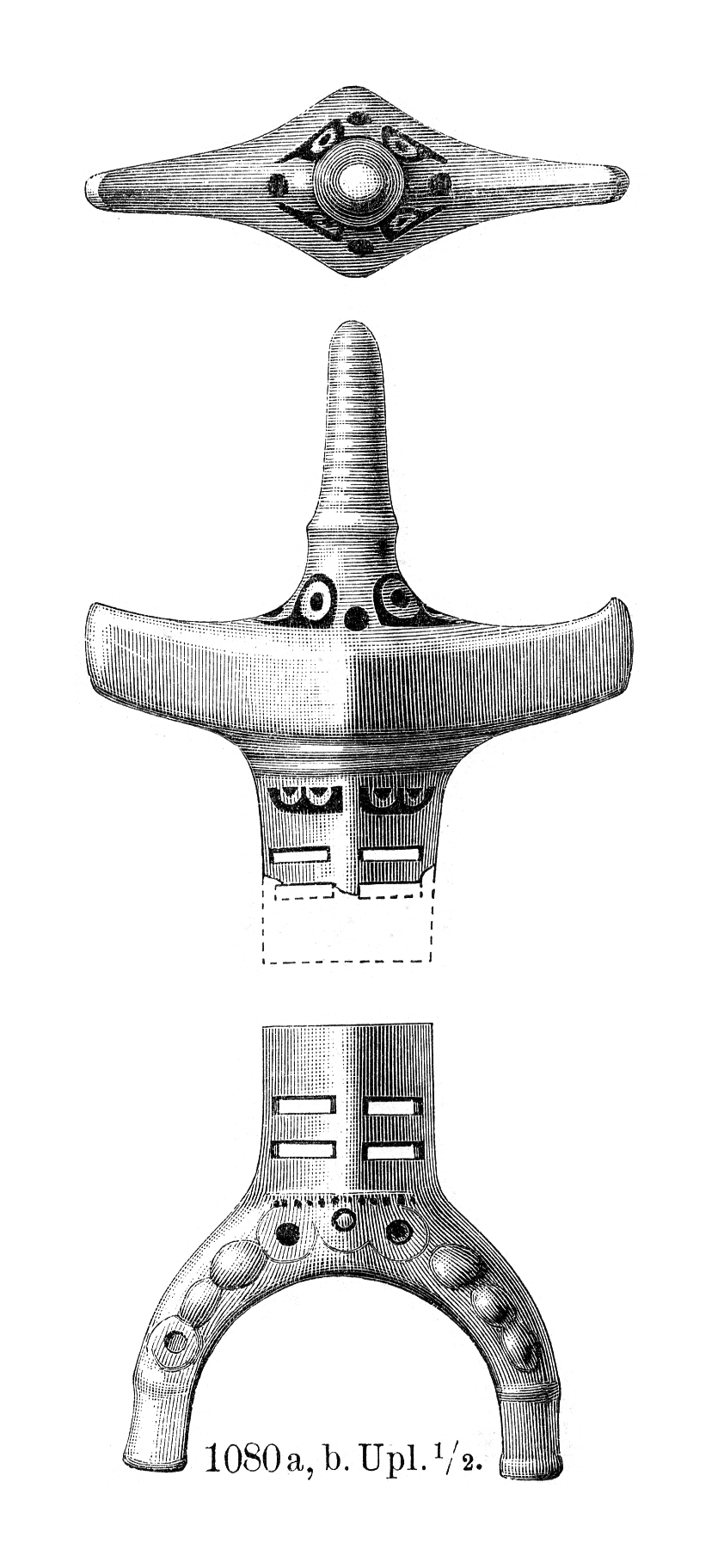
Svärdfäste från bronsålderns period 4 funnet i socknen.

## Namnet
Namnet skrevs 1299 Lenum och kommer från kyrkbyn. Namnet innehåller len, 'sluttning, backe' syftande på den rullstensås kyrkan ligger vid.